# Autafond

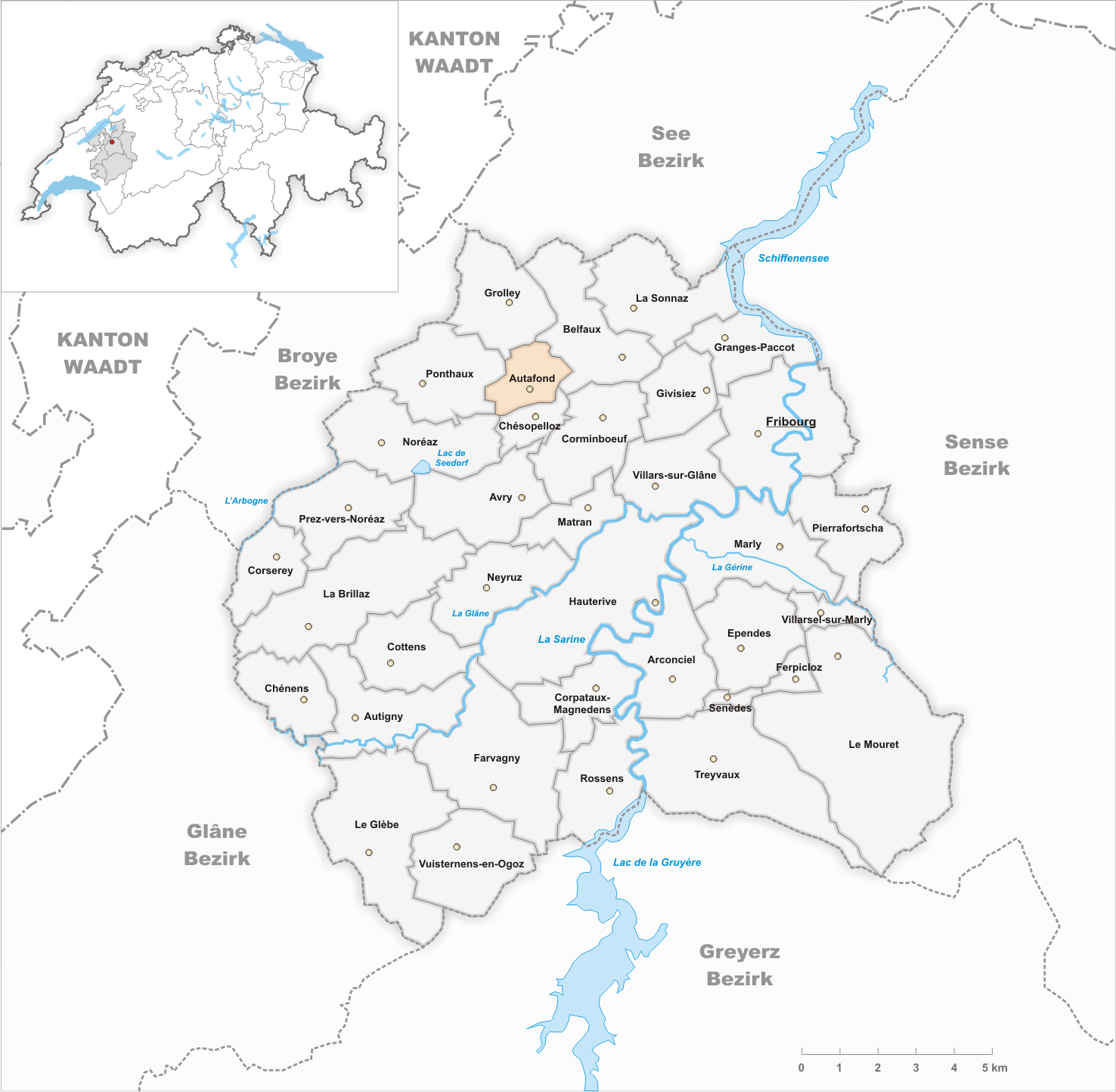
Gemeindestand vor der Fusion am 1. Januar 2016

Autafond war bis am 31. Dezember 2015 eine politische Gemeinde im District de la Sarine (deutsch: Saanebezirk) des Kantons Freiburg in der Schweiz. Am 1. Januar 2016 fusionierte sie mit Belfaux.

## Geographie
Autafond liegt auf 657 m ü. M., 6 km westlich der Kantonshauptstadt Freiburg (Luftlinie). Das Dorf erstreckt sich an aussichtsreicher Lage am Südosthang der Waldhöhe Bois des Combes, über dem Tal der Sonnaz, im Molassehügelland des Freiburger Mittellandes.
Die Fläche des 2,4 km² grossen ehemaligen Gemeindegebiets umfasst einen Abschnitt der Molassehöhen zwischen der Broyeebene und dem Saanetal. Das Gebiet wird im Osten von der Sonnaz, im Süden von ihrem linken Seitenbach Ruisseau du Moulin begrenzt. Nach Westen erstreckt sich der ehemalige Gemeindeboden über den sanft geneigten Hang von Autafond bis auf die Waldhöhe von Les Dailles (mit 734 m ü. M. der höchste Punkt von Autafond) und Bois des Combes (732 m ü. M.). Nach Norden reicht das Gebiet an den Waldrand des Bois des Devins. Von der ehemaligen Gemeindefläche entfielen 1997 2 % auf Siedlungen, 32 % auf Wald und Gehölze und 66 % auf Landwirtschaft.
Zu Autafond gehören der Weiler Combes (668 m ü. M.) auf einem Plateau östlich des Bois des Combes und die Hofsiedlung Chenaleyres (618 m ü. M.) am westlichen Talhang der Sonnaz. Nachbargemeinden von Autafond waren Belfaux, Chésopelloz, Ponthaux und Grolley.

## Bevölkerung
Mit 71 Einwohnern (Stand 31. Dezember 2015) gehörte Autafond zu den kleinsten Gemeinden des Kantons Freiburg. Von den Bewohnern sind 94,7 % französischsprachig und 5,3 % deutschsprachig (Stand 2005). Die Bevölkerungszahl von Autafond belief sich 1850 auf 101 Einwohner, 1900 auf 113 Einwohner. Im Verlauf des 20. Jahrhunderts nahm die Bevölkerung bis 1970 um über 30 % auf 78 Einwohner ab. Seither pendelte die Einwohnerzahl zwischen 70 und 90 Personen.
Einwohnerzahlen: Volkszählungsdaten

## Wirtschaft
Autafond lebt noch heute von der Landwirtschaft, insbesondere vom Ackerbau, der Milchwirtschaft und der Viehzucht. Ausserhalb des primären Sektors gibt es keine weiteren Arbeitsplätze im Dorf.

## Verkehr
Die ehemalige Gemeinde liegt abseits der grösseren Durchgangsstrassen. Die Hauptzufahrt erfolgt von Belfaux. Autafond besitzt keine Anbindung an das Netz des öffentlichen Verkehrs.

## Geschichte
Die vier Tumuli aus der Hallstattzeit, die bei Autafond gefunden wurden, zeugen von einer frühen Besiedlung des Gemeindegebietes. Die erste urkundliche Erwähnung des Ortes erfolgte 1236 unter dem Namen Auta-fonz. Der Ortsname ist von den lateinischen Wörtern alta fons (hohe Quelle) abgeleitet.
In Autafond besassen im Mittelalter der Bischof von Lausanne sowie das Priorat Payerne Grund- und Zehntrechte. Durch Kauf kam das Dorf 1442 unter die Herrschaft von Freiburg und wurde der Alten Landschaft (Spitalpanner) zugeordnet. Nach dem Zusammenbruch des Ancien Régime (1798) gehörte Autafond während der Helvetik und der darauf folgenden Zeit zum Bezirk Freiburg, bevor es 1848 mit der neuen Kantonsverfassung in den Saanebezirk eingegliedert wurde.

## Sehenswürdigkeiten
Der Landsitz Chenaleyres wurde 1716 vom Architekten André-Joseph Rossier für sich und seine Ehefrau Marie-Hélène Castella de Delley erbaut und besitzt eine Schlosskapelle. Er gehörte zeitweise dem Kommandanten der Schweizergarde Jules Repond. Zwei weitere Herrensitze aus dem 18. Jahrhundert befinden sich im Weiler Combes; als erste Eigentümer des grösseren, als Manoir de Gottrau de Pensier dit de Combes bekannten ist die Familie de Montenach nachgewiesen, der Bau des kleineren ist auf den erloschenen patrizischen Zweig der Familie Progin zurückzuführen. Autafond besitzt keine eigene Kirche, es gehört zur Pfarrei Belfaux.

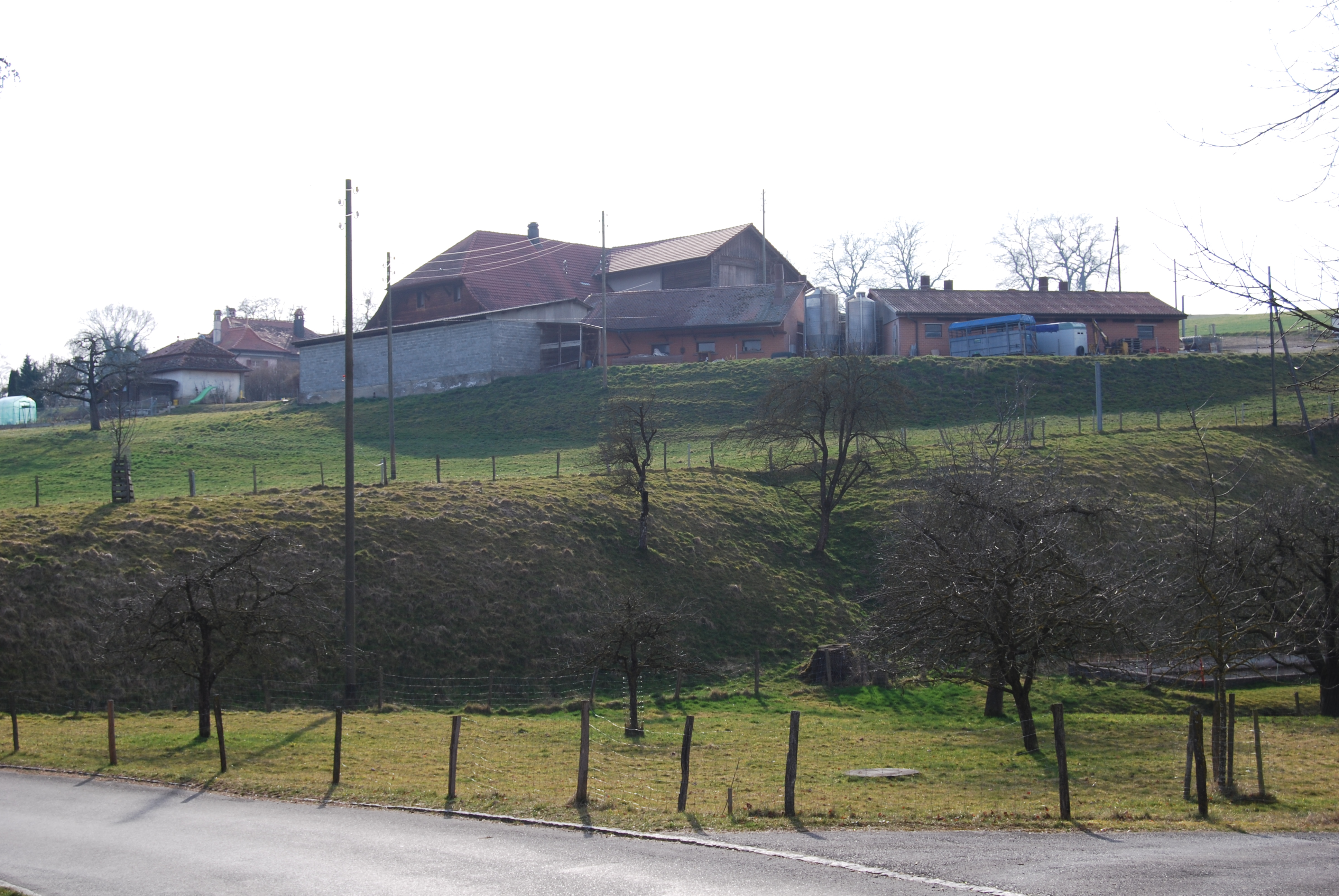
Chenaleyres
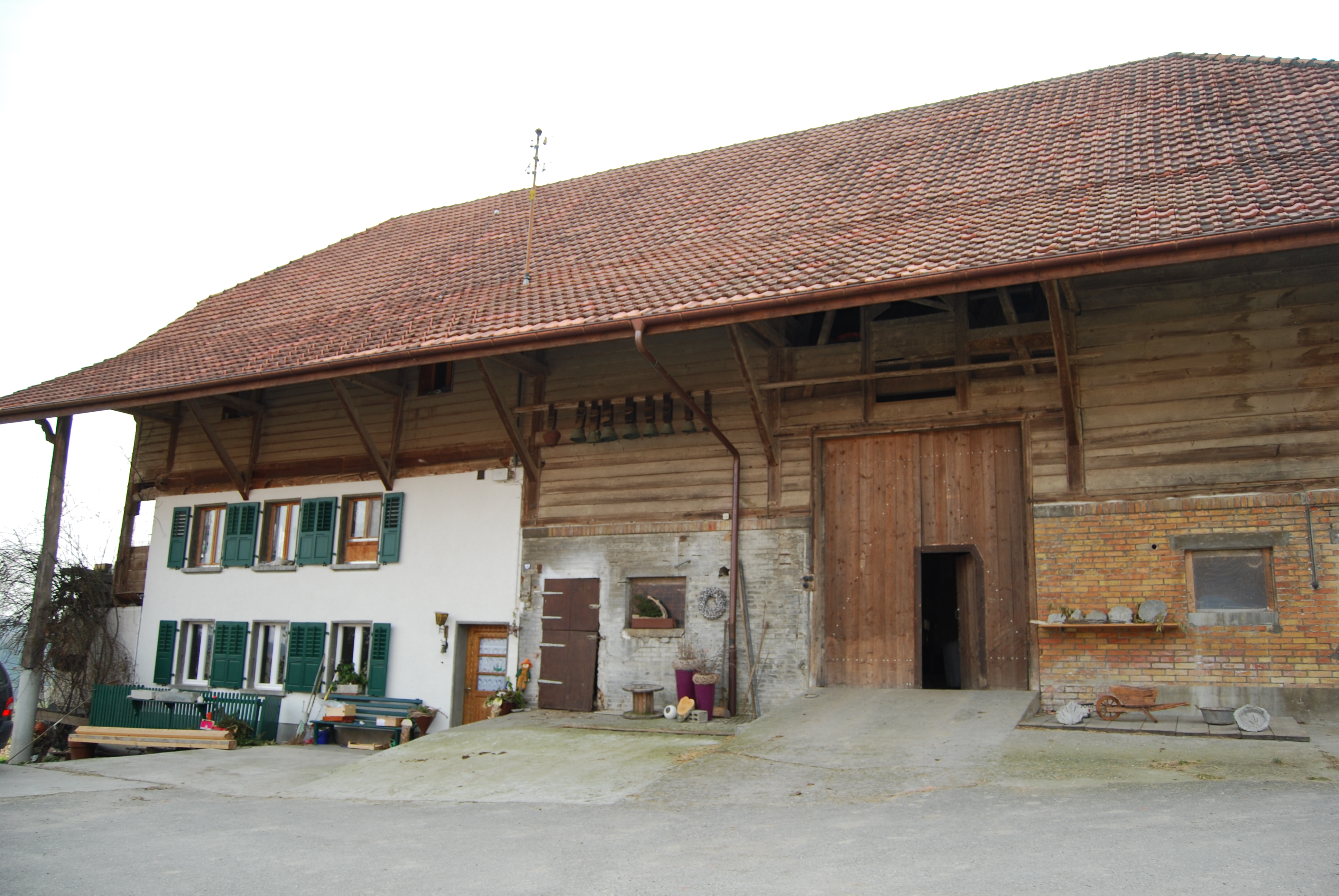
Bauernhaus in Autafond
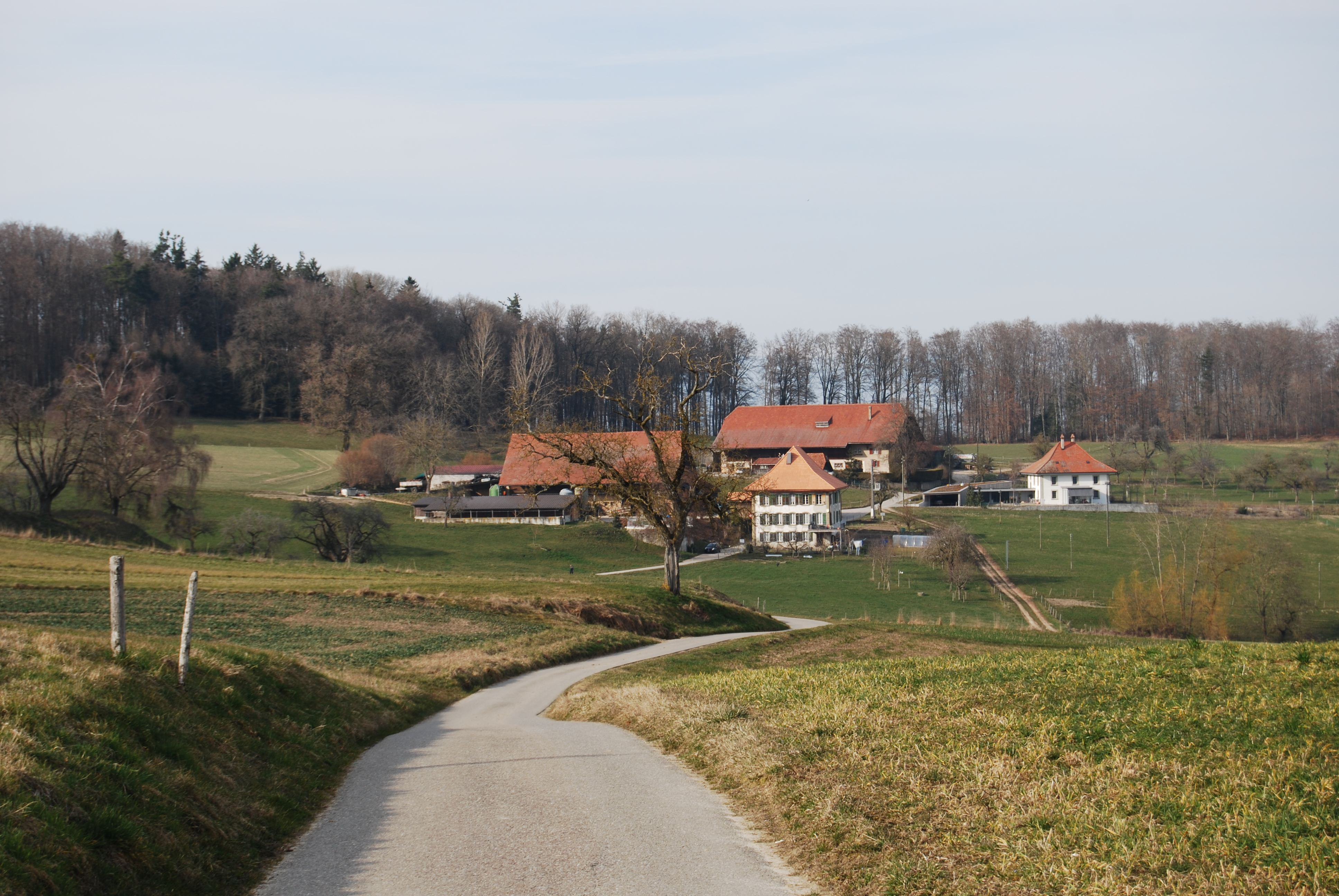
Hofsiedlung Combes